# Antonio Racioppi
Antonio Racioppi (Roma, 1925 – 26 settembre 2013) è stato un regista, sceneggiatore e scrittore italiano, attivo in teatro fino al 2011.

## Biografia

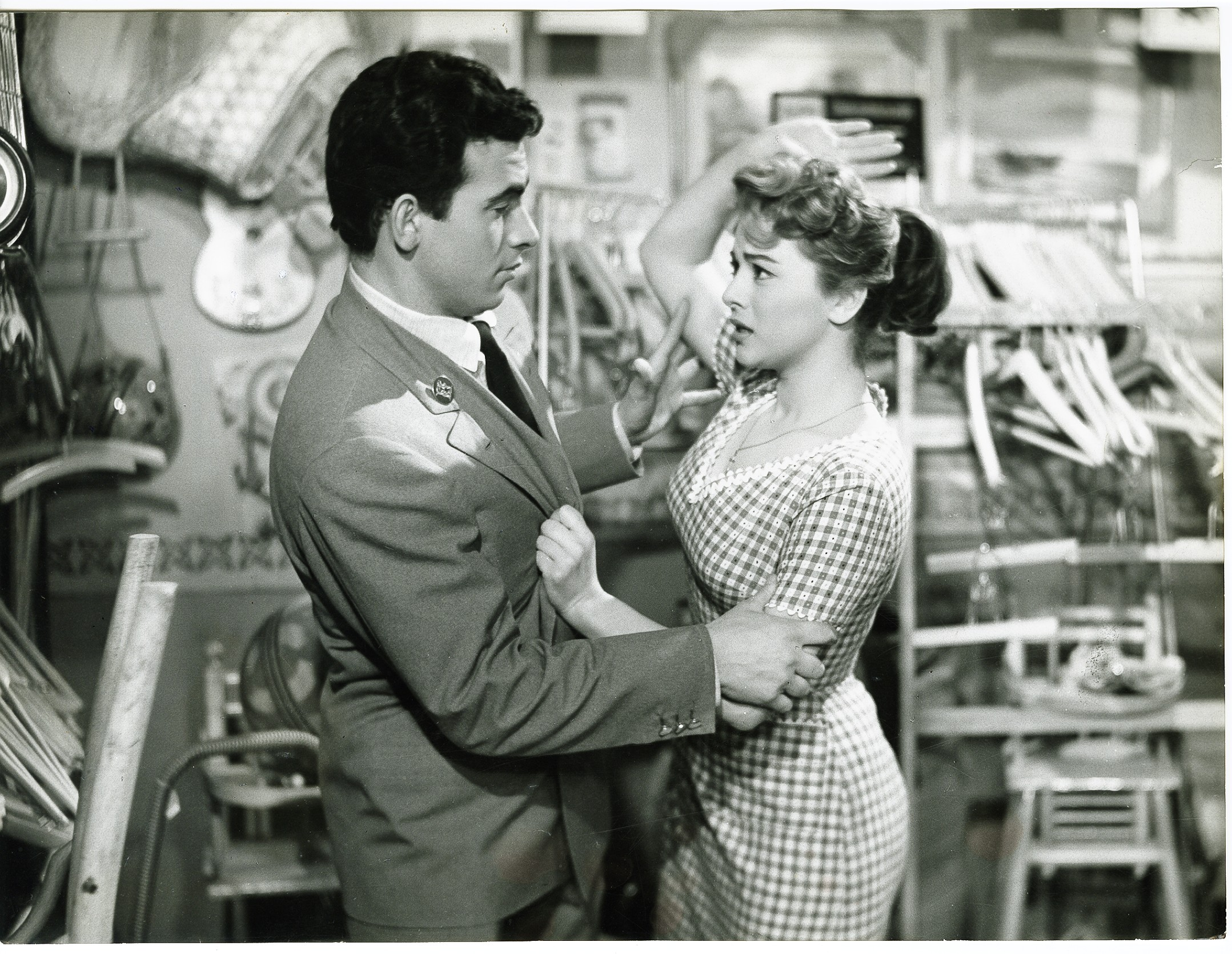
Maurizio Arena e Giovanna Ralli nel film Tempo di villeggiatura (1956), diretto da Antonio Racioppi

Laureato in giurisprudenza, dopo aver frequentato la scuola di teatro di Sharoff, il corso di filmologia ed essersi diplomato in regia al Centro Sperimentale di Cinematografia, nel 1951, con il massimo dei voti, Antonio "Nino" Racioppi (dopo una lunga gavetta nell'ambito dei documentari, tra i quali uno sulle Fosse Ardeatine) dirige, nel 1956, il suo primo film, Tempo di villeggiatura, (soggetto di Luigi Zampa, Antonio Racioppi, Willie Antuono e Luigi Magni) con la supervisione artistica di Luigi Zampa; la pellicola, con Vittorio De Sica, Maurizio Arena, Giovanna Ralli, Gabriele Tinti, Nino Manfredi, Memmo Carotenuto e Abbe Lane, vale a Marisa Merlini il Nastro d'argento come attrice non protagonista nel 1957.
Nonostante il buon inizio, la carriera del regista non è assidua e i film che dirige in seguito, a volte, non vengono particolarmente apprezzati dalla critica, malgrado il successo di pubblico. Non disdegna, talora, l'uso del dialetto a caratterizzare i personaggi per renderli più credibili.
Nel 1958, Antonio Racioppi dirige il suo secondo lungometraggio, La congiura dei Borgia, un film di cappa e spada, dai risvolti satirici, che ha per protagonisti Frank Latimore, Constance Smith e, tra gli altri, anche Valeria Fabrizi.
Il suo film Tempo di credere (1962), vincitore del premio Castello Svevo, viene presentato al Festival dei Due Mondi di Spoleto. La coppia hollywoodiana formata da Esther Williams e Fernando Lamas, presente alla proiezione, posa davanti alla locandina della pellicola di Racioppi.
Dopo quasi un decennio dedicato all'attività teatrale (durante la quale dirige, per esempio, nel suo Il quarto giorno di primavera, Emma Gramatica), torna al cinema con Mio Padre Monsignore (1971), adattamento del suo lavoro teatrale Roma Baffuta, ambientato nella Roma papalina all'epoca della Breccia di Porta Pia. Il cast comprende Giancarlo Giannini, Lino Capolicchio nel ruolo del bersagliere (ricoperto in teatro da un giovanissimo Maurizio Merli), Marisa Merlini, Barbara Bach, e Patrizia Valturri; in parti più brevi Gastone Moschin, Minnie Minoprio e Rosalba Neri. Il film, sempre scritto e diretto da Racioppi, si impone come campione di incassi della stagione e riceve anche il premio Chianciano per la migliore sceneggiatura. Nel 2018 Mio padre Monsignore, in occasione del 170º anniversario delle Cinque giornate di Milano, è stato inserito nella rassegna televisiva sul Risorgimento La lunga Primavera, un ciclo di dieci film sui moti rivoluzionari del 1848, introdotta e commentata dal giornalista Alessandro Banfi e dalla professoressa Maria Luisa Betri.
Nel 1972 è la volta de Il Maschio Ruspante, in cui accanto a Giuliano Gemma ritornano Barbara Bach e Marisa Merlini. Vi recitano inoltre Didi Perego, Francesca Romana Coluzzi, Ninetto Davoli ed Enrica Bonaccorti.
Nel 1973 Nino Racioppi gira La mano nera, un film sulla mafia italo-americana ambientato a New York all'epoca di Joe Petrosino; ne sono interpreti Michele Placido, Philippe Leroy, Rosanna Fratello e Lionel Stander.
Dopo alcune regie che egli definisce esclusivamente "tecniche", Racioppi si concede una pausa tornando dietro la macchina da presa soltanto nel 1985 con Infinito, tratto dal suo omonimo romanzo, pubblicato due anni prima. Si narra, in modo delicato, una storia di droga filtrata attraverso i ricordi di una ragazza che ha perso, stroncato da una overdose, il ragazzo da cui attende un figlio. Ne sono interpreti principali Walter Toschi, Stefania Barca e Maria Teresa Gelli.
Racioppi è stato attivo anche come sceneggiatore, infatti oltre a scrivere i soggetti e le sceneggiature per i suoi film, ha collaborato anche alla stesura per quelli di alcuni colleghi, come nel caso di Brucia, ragazzo brucia, diretto, nel 1969, da Fernando Di Leo, con Françoise Prévost e Gianni Macchia.
Nel 1965, in occasione del ventennale dell'eccidio, con Beniamino Carucci e Delia Malfè, Antonio Racioppi collabora alla stesura di nuovi testi a corredo della II edizione (Canesi Editore) del volume del prof. Attilio Ascarelli Le Fosse Ardeatine, edito per la prima volta nel 1945 (Palombi Editore).
Per la collana Teatro di Z.I.M.Editrice - Roma, Racioppi ha pubblicato cinque libri con i testi teatrali di alcune sue commedie: IV giorno di primavera (1969), La ballata dello stivale (1970), Roma Baffuta (1971), 7 cieli di speranza (1972), Il principe consorte (1974).
Con Il quarto giorno di primavera (edito poi con il titolo di IV giorno di primavera), torna la tematica delle Fosse Ardeatine, trattata dal regista anche nel suo vecchio documentario intitolato, appunto, Fosse Ardeatine, testo e regia di Antonio Racioppi, soggetto e produzione di Ines Zaccagnini, scene Giorgio Desideri, fotografia di Roberto Reale.
Nel 1983 Racioppi ha pubblicato, con Lucarini Editore, il romanzo Infinito, dal quale ha tratto il successivo film omonimo con Walter Toschi (1986) e, in tempi più recenti, una versione teatrale: Benvenuto Infinito (2002).
È stato attivo in teatro fino a due anni prima della sua scomparsa, mettendo in scena, nel 2011, al Teatro Anfitrione di Roma, l'ultima della trentina di commedie da lui scritte e dirette: Amore, piacere di conoscerti.
Il credo di Antonio Racioppi nel lieto fine, nonostante le tematiche trattate a volte anche molto drammatiche, gli è valso il soprannome di "Commediografo della Speranza".

## Filmografia

### Regista
- Tempo di villeggiatura (1956)
- La congiura dei Borgia (1959)
- La donna di ghiaccio (1960)
- Tempo di credere (1962)
- Mio padre monsignore (1971)
- Il Decamerone proibito, co-regia insieme a Carlo Infascelli (1972)
- Le mille e una notte all'italiana, co-regia insieme a Carlo Infascelli (1972)
- La mano nera (1973)
- Il maschio ruspante (1973)
- Infinito (1986)

### Sceneggiatore
- Tempo di villeggiatura
- La congiura dei borgia
- Tempo di credere
- K.O. va e uccidi, regia di Carlo Ferrero (1966)
- Brucia ragazzo, brucia, regia di Fernando Di Leo (1969)
- Zenabel, regia di Ruggero Deodato (1969)
- Mio padre monsignore
- Il Decamerone proibito
- Beffe, licenzie et amori del Decamerone segreto, regia di Giuseppe Vari (1972)
- Le mille e una notte all'italiana
- La mano nera
- Il maschio ruspante
- Una donna chiamata Apache, regia di Giorgio Mariuzzo (1976)
- Infinito

## Teatro
- Il principe consorte di Antonio Racioppi, regia Antonio Racioppi. Teatro Pirandello di Roma (1961)
- Il quarto giorno di primavera di Antonio Racioppi, regia Antonio Racioppi, con Emma Gramatica. Teatro Ridotto dell'Eliseo di Roma (1964)
- La ballata dello stivale di Antonio Racioppi, regia Antonio Racioppi. Teatro Arlecchino di Roma (1965)
- Roma Baffuta di Antonio Racioppi, regia Antonio Racioppi. Teatro Centrale di Roma (1966)
- 7 cieli di speranza di Antonio Racioppi, regia Antonio Racioppi. Teatro Centrale di Roma (1968)
- Tutti a scuola appassionatamente di e regia di Antonio Racioppi (1978)
- Miliardi di fantasia di e regia di Antonio Racioppi. Compagnia Lucia Modugno, Teatro La Scaletta di Roma (stagione 1988-1989)
- In nome del figlio di Antonio Racioppi. Teatro In di Roma, dal 9 marzo 1991. (Comune di Roma, assessorato alla sicurezza sociale, I circoscrizione)
- Miliardi di fantasia di e regia di Antonio Racioppi. Compagnia Lucia Modugno. Teatro Al Borgo di Roma, dall'8 al 19 maggio 1991.
- Tutti a scuola appassionatamente. La lega dell'Allegria (stagione 1991-1992)
- La madre dei fessi è sempre incinta di e regia di Antonio Racioppi. Compagnia Lucia Modugno, Teatro La Scaletta di Roma (stagione 1991-1992)
- Condominio all'italiana di e regia di Antonio Racioppi. Compagnia Lucia Modugno, Teatro La Scaletta di Roma (stagione 1992-1993)
- È arrivato il proprietario delle stelle, di e regia di Antonio Racioppi. Teatro Anfitrione di Roma, dall'8 al 19 dicembre 1993.
- Sorrisi d'amore di e regia di Antonio Racioppi. La lega dell'Allegria (stagione 1994-1995)
- Il tempo delle meraviglie di e regia di Antonio Racioppi (stagione 1995-1996)
- Petto o coscia? di e regia di Antonio Racioppi. La lega dell'Allegria (stagione 1996-1997)
- La riscossa dello… stivale! di e regia di Antonio Racioppi. La lega dell'Allegria, Teatro Anfitrione di Roma, dal 15 al 26 ottobre 1997.
- Stelle filanti di e regia di Antonio Racioppi. La lega dell'Allegria, Teatro Anfitrione di Roma, dal 4 al 15 novembre 1998.
- Il posto delle meraviglie di e regia di Antonio Racioppi. Compagnia Amici del Sorriso, Teatro Anfitrione di Roma
- Battito d'ali di e regia di Antonio Racioppi. Teatro Anfitrione di Roma (ottobre 2001)
- Benvenuto infinito di e regia di Antonio Racioppi. Compagnia La Plautina, Teatro Anfitrione di Roma, dal 10 al 20 ottobre 2002.
- Zingarate d'amore di e regia di Antonio Racioppi. Compagnia Gli Amici del Sorriso, Teatro Anfitrione di Roma, dal 23 ottobre al 2 novembre 2003.
- Incazzati neri di e regia di Antonio Racioppi. Compagnia Gli Amici del sorriso, Teatro Anfitrione di Roma, dal 14 al 24 ottobre 2004.
- Quelli di Addio Giovinezza di e regia di Antonio Racioppi. Teatro Anfitrione di Roma, dal 13 al 23 ottobre 2005.
- Teatro amore mio di e regia di Antonio Racioppi. Compagnia Gli Amici del Sorriso, Teatro Anfitrione di Roma, dal 19 al 29 ottobre 2006.
- Roma Baffuta di e regia di Antonio Racioppi. Compagnia Amici del Sorriso, Teatro Anfitrione di Roma, dal 23 ottobre al 4 novembre 2007.
- La rivolta dei bamboccioni di e regia di Antonio Racioppi. Compagnia Amici del Sorriso, Teatro Anfitrione di Roma, dal 9 al 19 ottobre 2008.
- Il sorriso della speranza di e regia di Antonio Racioppi, regia di Antonio Racioppi, commedia ispirata alla vita e al pensiero di Christian Cappelluti/Chris Cappell.[9] Compagnia Amici del Sorriso, Teatro Anfitrione di Roma, dall'8 al 18 ottobre 2009.
- Tempi digitali di e regia di Antonio Racioppi. Teatro Anfitrione di Roma, dal 4 al 17 ottobre 2010.
- Amore, piacere di conoscerti di e regia di Antonio Racioppi. Associazione Culturale Amici del Sorriso, Teatro Anfitrione di Roma, dal 18 al 30 ottobre 2011.

## Libri
- Le fosse ardeatine” (1945-1997) - di Attilio Ascarelli - Editore Canesi, Roma (II ed. 1965 - Alla stesura dei testi a corredo del resoconto del prof. Ascarelli collaborano Beniamino Carucci, Delia Malfè e Antonio Racioppi)[8].
- IV giorno di primavera, Z.I.M.Editrice - Roma (1969)
- La ballata dello stivale, Z.I.M.Editrice - Roma (1970)
- Roma baffuta, Z.I.M.Editrice - Roma (1971)
- 7 cieli di speranza, Z.I.M.Editrice - Roma (1972)
- Il principe consorte, Z.I.M.Editrice - Roma (1974)
- Infinito, Lucarini Editore(1983)